# (5074) Goetzoertel
(5074) Goetzoertel est un astéroïde de la ceinture principale.

## Description
(5074) Goetzoertel est un astéroïde de la ceinture principale. Il fut découvert le 24 août 1949 à Brooklyn par l'Indiana Asteroid Program. Il présente une orbite caractérisée par un demi-grand axe de 2,99 UA, une excentricité de 0,10 et une inclinaison de 8,6° par rapport à l'écliptique.

## Compléments